# Aeromarine PG-1
L'Aeromarine PG-1 est un monoplace expérimental de chasse et d’attaque au sol américain.
Seul avion développé par le département technique de l’US Army, en collaboration avec Boeing, cet appareil construit par Aeromarine Plane and Motor à Keyport, New Jersey, devait assurer les missions de chasse (Pursuit) et d’attaque au sol (Ground Attack). Il s’agissait donc d’un sesquiplan, le plan inférieur ayant une corde plus étroite. Le plan supérieur, seul doté d’ailerons, s’appuyait sur le dos du fuselage en arrière du pilote, une large échancrure permettant d’accéder au poste de pilotage qui était protégé d’un blindage de 6,3 mm. L’entreplan était tenu par des mâts en V. L’armement comprenait une mitrailleuse de 12,7 mm et un canon Baldwin de 37 mm tirant dans le moyeu d’hélice pour les missions d’attaque au sol.
Trois prototypes furent commandés [AS64245/7] et devaient recevoir un nouveau moteur 8 cylindres à refroidissement liquide, le Wright K-2 de 330 ch, mais le moteur n’était pas encore autorisé en vol et les deux premiers prototypes furent équipés d’un Packard 1A-1116. Le dernier prototype fut testé avec un Wright K-2 puis un Packard 1A-1237 de 350 ch.
Les essais en vol débutèrent à McCook Field, Dayton, Ohio, le 22 août 1922, mais révélèrent des performances décevantes et un taux très élevé de vibrations en vol. Les pilotes mirent surtout en avant un manque sérieux de visibilité et le développement du PG-1 fut abandonné moins d’un an après le premier vol. La catégorie PG fut reprise par la suite pour désigner des planeurs motorisés (Powered Glider).